# Sun Ray

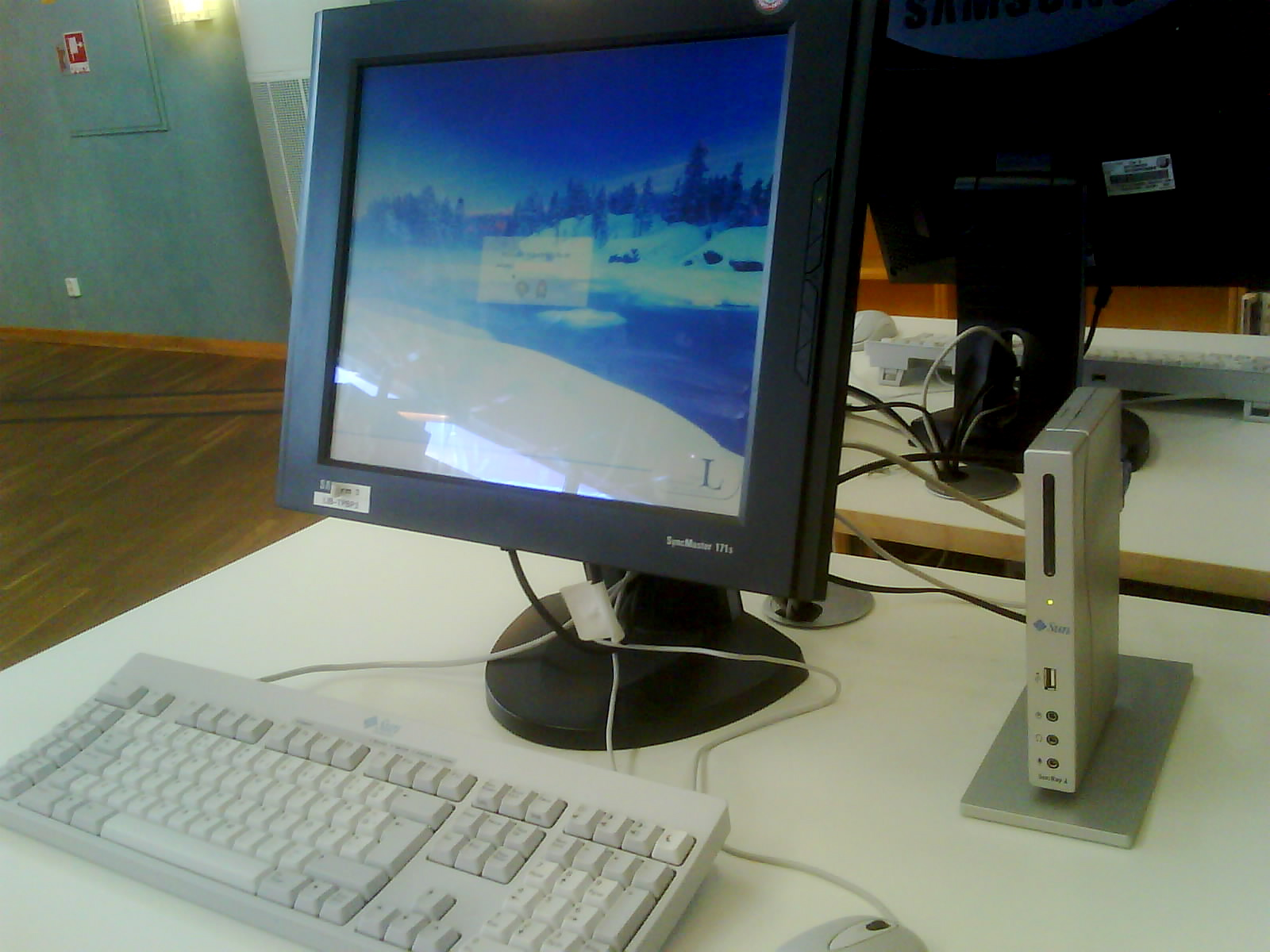
En Sun Ray tunn klient

Sun Ray är en tunn klient från Sun Microsystems. Den använder det krypterade protokollet ALP (Appliance Link Protocol) för kommunikation mot en central serverprogramvara (Sun Ray Server Software) på Solaris eller Linux. Terminalenheten finns i flera modeller varav en del har inbyggd VPN-möjlighet.

## Modeller
2007 finns det följande modeller i produktion:
- Sun Ray 1g – med display på 1920x1200 vid 75 Hz
- Sun Ray 170 – inbyggd i en 17" LCD skärm
- Sun Ray 2 – låg energikonsumtion (4 W)
- Sun Ray 2FS – hanterar dubbla skärmar, 100BaseFX
- Sun Ray 270 – inbyggd i en 17" LCD-skärm

Partner till Sun har också tagit fram trådlösa versioner av Sun Ray som möjliggör användning utanför hemmet eller kontoret. Vissa av dem har både Wi-Fi och 3.5G/HSDPA.
- Comet 12 – Sun Ray 12" från General Dynamics
- Comet 15 – Sun Ray 15" från General Dynamics
- Jasper 320 – Sun Ray 2 från Naturetech
- Amber 808 – Sun Ray 2 från Naturetech
- Opal 608 – Sun Ray 2 från Naturetech
- Gobi 7/8 – Sun Ray 2 från Accutech
- Ultra ThinPad – Sun Ray 2 från Arima
- Ultra ThinTouch – Sun Ray 2 från Arima
- UltraSlim – Sun Ray 2 variant från Arima
- Wikimedia Commons har media som rör Sun Ray.